# Pain (Band)
Pain ist eine schwedische Metalgruppe und stellt ein Projekt von Peter Tägtgren dar, der neben seiner Produzententätigkeit hauptsächlich als Frontmann und Komponist der Death-Metal-Band Hypocrisy bekannt wurde.
Stilistisch unterscheiden sich Tägtgrens Nebenprojekt und seine Hauptband jedoch, die Musik von Pain kann als Alternative Metal mit Electronica- und Techno-Anleihen umschrieben werden, während das Debüt von 1996 noch in Richtung Dark Metal mit Einflüssen aus dem Industrial Rock tendierte.

## Bandgeschichte
„Ich habe keine Lust, ständig Leute fragen zu müssen, ob dies und das in Ordnung geht. Genauso ist es bei der Plattenfirma. Ich gebe ihr mein Album ab und was sie danach damit macht, ist mir im Prinzip egal. Ich bin so oder so stolz auf das, was ich in diesem Moment abgeliefert habe. Da können die Labelbosse auch nichts mehr dran ändern. Ich lasse mir von niemandem in den Schreibeprozess der Songs reinreden. Pain ist mein eigener Egotrip.“

Tägtgren unterschrieb 1996 seinen ersten Vertrag beim deutschen Label Nuclear Blast und veröffentlichte noch im gleichen Jahr das selbstbetitelte Debüt Pain, an welchem er jahrelang alleine geschrieben und experimentiert hatte. Wie auch bei den folgenden Alben des Projekts ist Tägtgren alleine für sämtliche Stücke und Arrangements zuständig, bis auf wenige Ausnahmen spielt er selbst alle Instrumente ein.
Das 2000 auf Stockholm Records erschienene Zweitwerk Rebirth markierte den kommerziellen Durchbruch des Projekts. In Tägtgrens Heimat Schweden erhielt die Single-Auskopplung End of the Line eine Goldene Schallplatte.
Das folgende Album Nothing Remains the Same (2002) war das bis dato massenkompatibelste. Für große Aufmerksamkeit sorgte eine Coverversion des The-Beatles-Lieds Eleanor Rigby, die mit einem 16-köpfigen Orchester in den weltbekannten Polar Studios (u. a. ABBA, Led Zeppelin, The Rolling Stones und Genesis) aufgenommen wurde.
Das Album Dancing with the Dead erschien im April des Jahres 2005; es widmete sich thematisch der Nahtod-Erfahrung Tägtgrens, als er während der Aufnahmen zum Album einen kurzen Herzstillstand erlitt. Passend zur düsteren Stimmung der Texte waren im Gegensatz zu den Vorgängeralben fast alle Pop-Einflüsse verschwunden und Alternative-Rock- und Metal-Elementen wurde mehr Platz eingeräumt. Nach der Erscheinung des Albums folgte eine Tour als Vorband für Tiamat.
Zwei Jahre später erschien mit Psalms of Extinction das fünfte Studioalbum. Es erschien bei Roadrunner Records und stieg in die deutschen Albumcharts ein. Ein Videoclip wurde zu Zombie Slam gedreht. Nach Festivalauftritten und einer Clubtournee durch Europa folgte eine große Europatournee als Vorband von Nightwish.
Am 22. Februar 2008, am Vorabend eines Auftrittes mit Nightwish, wurden Tägtgren, Johan Husgafvel und David Wallin in Leipzig körperlich angegriffen. Tägtgren musste mit zehn Stichen genäht werden.
Im Oktober 2008 erschien bei Nuclear Blast das sechste Studioalbum Cynic Paradise. Anette Olzon, zu dieser Zeit noch Sängerin bei Nightwish, steuert bei den Liedern Follow Me und Feed Us Gesangsparts bei. 2011 folgte das Album You Only Live Twice und 2012 ein Doppel-Live-Album namens We Come in Peace.

## Trivia
Symbol der Band ist der „Painhead“, der seit 2006 die Funktion eines Band-Maskottchens übernimmt.

## Diskografie

### Alben
| Jahr | Titel Musiklabel                           | Höchstplatzierung, Gesamtwochen, AuszeichnungChartplatzierungen (Jahr, Titel, Musiklabel, Platzierungen, Wochen, Auszeichnungen, Anmerkungen) | Höchstplatzierung, Gesamtwochen, AuszeichnungChartplatzierungen (Jahr, Titel, Musiklabel, Platzierungen, Wochen, Auszeichnungen, Anmerkungen) | Höchstplatzierung, Gesamtwochen, AuszeichnungChartplatzierungen (Jahr, Titel, Musiklabel, Platzierungen, Wochen, Auszeichnungen, Anmerkungen) | Höchstplatzierung, Gesamtwochen, AuszeichnungChartplatzierungen (Jahr, Titel, Musiklabel, Platzierungen, Wochen, Auszeichnungen, Anmerkungen) | Anmerkungen                                            |
| Jahr | Titel Musiklabel                           | DE | AT | CH | SE | Anmerkungen                                            |
| ---- | ------------------------------------------ | --- | --- | --- | --- | ------------------------------------------------------ |
| 1997 | Pain Nuclear Blast                         | — | — | — | — | Erstveröffentlichung: 11. Februar 1997                 |
| 1999 | Rebirth Stockholm Records                  | — | — | — | SE21 (7 Wo.)SE | Erstveröffentlichung: 1999                             |
| 2002 | Nothing Remains the Same Stockholm Records | — | AT75 (1 Wo.)AT | — | SE6 Gold · (9 Wo.)SE | Erstveröffentlichung: 15. Juli 2002 Verkäufe: + 30.000 |
| 2005 | Dancing with the Dead Stockholm Records    | — | — | — | SE3 (7 Wo.)SE | Erstveröffentlichung: 21. März 2005                    |
| 2007 | Psalms of Extinction Roadrunner Records    | DE93 (1 Wo.)DE | — | — | SE21 (2 Wo.)SE | Erstveröffentlichung: 23. April 2007                   |
| 2009 | Cynic Paradise Nuclear Blast               | DE78 (1 Wo.)DE | — | — | SE30 (2 Wo.)SE | Erstveröffentlichung: 2009                             |
| 2011 | You Only Live Twice Nuclear Blast          | DE40 (1 Wo.)DE | AT75 (1 Wo.)AT | CH64 (1 Wo.)CH | SE36 (3 Wo.)SE | Erstveröffentlichung: 3. Juni 2011                     |
| 2016 | Coming Home Nuclear Blast                  | DE25 (2 Wo.)DE | AT29 (1 Wo.)AT | CH23 (2 Wo.)CH | SE40 (1 Wo.)SE | Erstveröffentlichung: 9. September 2016                |
| 2024 | I Am Nuclear Blast                         | DE33 (1 Wo.)DE | AT13 (1 Wo.)AT | CH20 (1 Wo.)CH | — | Erstveröffentlichung: 17. Mai 2024                     |

### Singles
| Jahr | Titel Album                              | Höchstplatzierung, Gesamtwochen, AuszeichnungChartplatzierungen (Jahr, Titel, Album, Platzierungen, Wochen, Auszeichnungen, Anmerkungen) | Höchstplatzierung, Gesamtwochen, AuszeichnungChartplatzierungen (Jahr, Titel, Album, Platzierungen, Wochen, Auszeichnungen, Anmerkungen) | Höchstplatzierung, Gesamtwochen, AuszeichnungChartplatzierungen (Jahr, Titel, Album, Platzierungen, Wochen, Auszeichnungen, Anmerkungen) | Höchstplatzierung, Gesamtwochen, AuszeichnungChartplatzierungen (Jahr, Titel, Album, Platzierungen, Wochen, Auszeichnungen, Anmerkungen) | Anmerkungen        |
| Jahr | Titel Album                              | DE | AT | CH | SE | Anmerkungen        |
| ---- | ---------------------------------------- | --- | --- | --- | --- | ------------------ |
| 1999 | End of the Line Rebirth                  | — | — | — | SE15 Gold · (14 Wo.)SE | Verkäufe: + 15.000 |
| 2000 | On and On Rebirth                        | — | — | — | SE30 (9 Wo.)SE |                    |
| 2001 | Shut Your Mouth Nothing Remains the Same | — | — | — | SE14 (13 Wo.)SE |                    |
| 2002 | Just Hate Me Nothing Remains the Same    | — | — | — | SE47 (4 Wo.)SE |                    |
| 2005 | Same Old Song Dancing with the Dead      | — | — | — | SE18 (7 Wo.)SE |                    |

Weitere Singles
- 1999: Suicide Machine
- 2002: Eleanor Rigby
- 2005: Bye/Die
- 2005: Nothing
- 2007: Zombie Slam
- 2008: Follow Me
- 2016: Call Me
- 2021: Gimme Shelter
- 2021: Party in My Head

### Videoalben
- 2006: Live Is Overrated
- 2012: We Come in Peace

## Auszeichnungen für Musikverkäufe
Anmerkung: Auszeichnungen in Ländern aus den Charttabellen bzw. Chartboxen sind in ebendiesen zu finden.
| Land/RegionAuszeichnungen für Musikverkäufe (Land/Region, Auszeichnungen, Verkäufe, Quellen) | Gold     | Platin | Verkäufe | Quellen              |
| -------------------------------------------------------------------------------------------- | -------- | ------ | -------- | -------------------- |
| Schweden (IFPI)                                                                              | 2× Gold2 | —      | 45.000   | sverigetopplistan.se |
| Insgesamt                                                                                    | 2× Gold2 | —      |          |                      |